# 7107 Peiser
A 7107 Peiser (ideiglenes jelöléssel 1980 PB1) a Naprendszer kisbolygóövében található aszteroida. Antonín Mrkos fedezte fel 1980. augusztus 15-én.